# One of These Nights
One of These Nights – czwarty album country rockowej grupy Eagles, wydany w 1975 roku. Płytę wydała wytwórnia płytowa Asylum Records pod numerem katalogowym 7E-1039. Album przez 5 tygodni zasiadał na szczycie rankingu najlepszych albumów (lipiec 1975), a według RIAA do roku 2001 w samych tylko Stanach Zjednoczonych sprzedał się w nakładzie ponad 4 mln egzemplarzy, dającym mu tytuł poczwórnej platynowej płyty w USA. Wydane na singlach 3 utwory z tego albumu dotarły do pierwszej piątki amerykańskiej list przebojów Billboard Hot 100. Tytułowy utwór płyty stał się drugim nagraniem w historii zespołu, który dotarł do miejsca pierwszego tej listy. Za drugi singiel zatytułowany Lyin’ Eyes  grupa otrzymała prestiżową nagrodę Grammy w kategorii Best Pop Performance by A Duo Or Group With Vocal za rok 1975. Ponadto nagranie to uplasowało się na miejscu drugim Billboard Hot 100. Najwyższą pozycją trzeciego singla Take It to the Limit było miejsce czwarte. 
Sukces płyty stał się przełomem w historii zespołu, który w tym okresie stał się najważniejszym zespołem amerykańskiej sceny rockowej i stał się międzynarodową supergwiazdą.
Jest drugim albumem Eagles, który został wydany w kwadrofonicznej wersji dźwięku przestrzennego. Podobnie jak poprzedni album został nagrany na 8-ścieżkowej taśmie kwadrofonicznej i  w systemie CD-4 LP.

## Lista utworów
| A1. | One of These Nights                                                    | 4.51  |
|     | (Don Henley, Glenn Frey) śpiew – Don Henley                            |       |
| A2. | Too Many Hands                                                         | 4.42  |
|     | (Randy Meisner, Don Felder) śpiew – Randy Meisner                      |       |
| A3. | Hollywood Waltz                                                        | 4.04  |
|     | (Bernie Leadon, Tom Leadon, Don Henley, Glenn Frey) śpiew – Don Henley |       |
| A4. | Journey of the Sorcerer                                                | 6.39  |
|     | (Bernie Leadon) utwór instrumentalny                                   |       |
| B1. | Lyin' Eyes                                                             | 6.21  |
|     | (Don Henley, Glenn Frey) śpiew – Glenn Frey                            |       |
| B2. | Take It to the Limit                                                   | 4.48  |
|     | (Randy Meisner , Don Henley, Glenn Frey) śpiew – Randy Meisner         |       |
| B3. | Visions                                                                | 3.58  |
|     | (Don Henley, Glenn Frey) śpiew – Don Felder                            |       |
| B4. | After the Thrill Is Gone                                               | 3.56  |
|     | (Don Henley, Glenn Frey) śpiew – Glenn Frey i Don Henley               |       |
| B5. | I Wish You Peace                                                       | 3.45  |
|     | (Patti Davis, Bernie Leadon) śpiew – Bernie Leadon                     |       |
|     |                                                                        | 43:04 |
|     |                                                                        |       |

## Zespół
- Glenn Frey – śpiew, gitara, instrumenty klawiszowe, fisharmonia
- Don Henley -  śpiew, perkusja, instrumenty perkusyjne, tabla
- Randy Meisner – śpiew, gitara basowa, gitara
- Bernie Leadon – śpiew, gitara prowadząca, banjo, elektryczna gitara hawajska
- Don Felder – śpiew, gitara, gitara slide, organy

## Muzycy gościnnie
- David Bromberg – skrzypce
- Albhy Galuten – syntezator
- Jim Ed Norman – fortepian, orkiestracja, dyrygent, aranżer
- Sid Sharp – koncertmistrz
- Clara Potter-Sweet
- The Royal Martin Orchestra – sekcja smyczkowa

## Personel produkcji
- Bill Szymczyk – producent, inżynier dźwięku
- Allan Blazek – inżynier dźwięku
- Michael Braunstein – inżynier dźwięku
- Ed Marshal – inżynier dźwięku
- Michael Verdick – inżynier dźwięku
- Don Wood – inżynier dźwięku
- Gary Burden - kierownik artystyczny, projektant
- Norman Seeff – zdjęcia
- Tom Kelley – zdjęcia na okładce
- Ted Jensen – remastering

## Pozycje na listach
| Lista 1975          | Pozycja |
| ------------------- | ------- |
| Lista amerykańska   | 1       |
| Lista brytyjska     | 8       |
| Lista holenderska   | 2       |
| Lista niemiecka     | 49      |
| Lista norweska      | 9       |
| Lista nowozelandzka | 2       |

## Notowania singli
| Rok                | Singel                | Notowania              | Poz.                 |                     |   |
| ------------------ | --------------------- | ---------------------- | -------------------- | ------------------- | - |
| 1975               | „One of These Nights” | US Billboard Hot 100   | [ 4 ]                |                     |   |
| 1975               | „One of These Nights” | UK Top 40              | 23                   | Lista nowozelandzka | 3 |
| 1975               | „One of These Nights” | „Lyin’ Eyes”           | US Billboard Hot 100 | 2                   |   |
| 1975               | US Adult Contemporary | „Lyin’ Eyes”           | 3                    |                     |   |
| 1975               | UK Top 40             | „Lyin’ Eyes”           | 23                   |                     |   |
| 1975               | Lista belgijska       | „Lyin’ Eyes”           | 8                    |                     |   |
| 1975               | Lista holenderska     | „Lyin’ Eyes”           | 3                    |                     |   |
| 1975               | Lista nowozelandzka   | „Lyin’ Eyes”           | 3                    |                     |   |
| 1975               | 1976                  | „Take it to the Limit” | US Billboard Hot 100 | 4                   |   |
| Adult Contemporary | 1976                  | „Take it to the Limit” | 4                    |                     |   |
| UK Top 40          | 1976                  | „Take it to the Limit” | 12                   |                     |   |

## Certyfikaty
| Kraj                  | Certyfikacja        | Sprzedaż  |
| --------------------- | ------------------- | --------- |
| USA (RIAA)            | 4 x platynowa płyta | 4 000 000 |
| Wielka Brytania (BMI) | 1 x platynowa płyta |           |